# Son Carrió
Son Carrió és una localitat ubicada al municipi de Sant Llorenç des Cardassar, al nord-est de Mallorca, en un territori que s’estén al llarg de 82,04 km². Aquesta zona destaca per un paisatge divers amb planes, valls, terres de cultiu i pujols aïllats com Ses Talaies, el Puig de Son Puça i el Puig de Son Manxo.
Entre els serveis del poble, hem de destacar l'oficina de l'ajuntament al poble, la biblioteca municipal, el centre cultural Ca n'Apol·lònia, el centre de salut i l'oficina de correus.
Les festes del poble se celebren el dia de l'Aparició de Sant Miquel Arcàngel, dia 8 de maig i el dia de Sant Miquel, dia 29 de setembre. També se celebra una fira agrícola i ramadera el segon diumenge del mes de maig.

## Història
El nom del poble prové de la família Carrió, propietària d'una extensa alqueria al segle xiii. Pere Carrió, el patriarca de la família, va heretar aquestes terres d'Arnau Font, un altre destacat propietari de l'època. La propietat es va dividir entre els quatre fills de Pere. El seu fill Gerard va aconseguir reunir de nou la major part de les terres després d’adquirir les parts dels seus germans. Aquesta alqueria, coneguda com l'Alqueria dels hereus de Pere Carrió, es va convertir en el nucli de població que va donar nom al poble. La devoció a Sant Miquel, patró local, podria estar relacionada amb la fundació d'un altar dedicat a aquest sant a principis del segle xiv per part de Bernat Carrió, un altre dels fills de l'esmentat Pere Carrió.
A mitjans del segle xix, al terme municipal de Sant Llorenç des Cardassar es van dividir grans finques rústiques en petites propietats, incloent-hi la finca de Son Carrió, adquirida per habitants de Sant Llorenç i Manacor. Aquesta transformació va permetre el creixement de la població, que el 1879 comptava amb un traçat de tres carrers longitudinals i quatre transversals.
L'any 1866, Joan Lliteres Llull va donar un terreny per construir un temple, i el 1899 van arribar les monges Franciscanes. La construcció de l'Església de Sant Miquel va començar el mateix any, amb plans inicials de Antoni Maria Alcover, revisats per Joan Guasp i modificats per Antoni Gaudí i Joan Rubió. L'església, inaugurada el 1907, destaca per la seva façana neoromànica, el rosetó i un campanar de quatre pisos.
El 1936, fou el lloc de màxima penetració de les tropes del capità Bayo que desembarcaren a Portocristo el 16 d'agost i que es retiraren el 4 de setembre durant la Guerra Civil espanyola.

## Comunicacions
És un poble ben comunicat, a pocs quilòmetres nuclis de població importants com S'Illot, Cala Millor, Portocristo, Manacor, Son Servera i Sant Llorenç.
Des de 1921 fins a l'any 1977, hi arribà el tren, concretament la línia que anava de Palma a Artà, passant per Inca i Manacor. L'estació de tren del poble encara resa San Miguel, topònim que mai arribà a quallar. El 2023, l'Ajuntament de Sant Llorenç adjudicà 1,7 milions d'euros per mantenir el patrimoni ferroviari d'aquella època mitjançant la construcció del Museu del Ferrocarril el 2025. Paral·lelament hi ha un moviment reivindicatiu per la reobertura de l'antiga línia de tren.